# プジョー・204
プジョー204（Peugeot 204 ）はプジョーが製造・販売していた自動車である。

## 概要

### エンジン
当初は直列4気筒SOHC1,130cc（フランス課税馬力6CV上限の排気量）53馬力ガソリンエンジンで登場、生産中止直前の1975年に新設計1,127cc59馬力に変更された。1968年末には1,255ccディーゼルエンジンがブレーク（ワゴン）とフルゴネット（バン）のオプションとして追加されたが、このエンジンは当時世界最小の量産型ディーゼルエンジンと言われる。1973年4月にこのディーゼルユニットは1,357ccに拡張され、1975年9月になってようやくベルリーヌ（セダン）にも搭載可能となった。1970年代末にフォルクスワーゲン・ゴルフのディーゼル版が人気を得るまで、このクラスの乗用車ではディーゼルは人気薄で、約150,000台の204ディーゼルが生産されたが、ベルリーヌは3万台以下であった。

### 駆動方式
204はプジョー初の横置きエンジン前輪駆動を採用した点で画期的であった。ギアボックスとデフ はエンジンの真下に置かれる、いわゆるアレック・イシゴニス流レイアウトで、BMC・ADO16の影響を強く受けている。204はまた、プジョーで初めて前輪ディスクブレーキを採用したモデルでもあった。

### 車体
コンパクトなドライブトレーン、当時の平均より広い車幅によって、204の居住性はライバルのみならず上級の404に匹敵するほど良好であった。プレーンなデザインは404およびBMC・ADO16同様、ピニンファリーナの作である。
デビュー時はベルリーヌだけであったが、1965年秋にはブレークが追加され、1966年にはホイールベースを短縮した3ドアクーペと2ドアカブリオレが続いた。クーペ・カブリオレの価格はベルリーヌの20％増しと比較的割安であった。同年にはフルゴネットも追加され、ボディバリエーションが完成する。
1969年にはやや大きいエンジンと前年にデビューした上級の504に似た顔つきと角張ったトランクを持つ兄貴分304が登場した。これを受けて204のモデルラインは縮小され、クーペ・カブリオレは一年間だけ304と同じダッシュボードを与えられて生き延びた後、1970年に中止され304ベースに移行した。他のモデルはその後も余り変更されることなく継続生産されたが、1975年には前記のエンジン変更とともに黒いフロントグリルに変更された。

## 日本での販売
日本には総代理店新東洋企業により、1960年代にセダンが輸入されたが台数は非常に少なかった。